# Bruzzano (Mailand)
Bruzzano ([brutˈtsano], lombardisch Bruscian [bryˈʃãː]) ist ein Stadtteil der norditalienischen Großstadt Mailand. Er befindet sich im Norden der Stadt und gehört zum 9. Stadtbezirk.

## Geschichte
Das Dorf Bruzzano war ab dem Mittelalter Sitz eines Pfarrbezirk (Pieve) der Mailänder Erzdiözese, die später auch als zivile Verwaltungsgliederung des Herzogtums Mailand fungierte.
Zum (zivilen) Pfarrbezirk Bruzzano gehörten 1757 die Gemeinden Affori, Bicocca, Bresso, Brusuglio, Bruzzano, Cormano, Crescenzago, Dergano, Gorla, Niguarda, Precentenaro, Precotto, Segnano und Turro.
An der Gründung des Königreichs Italien (1861) zählte die Gemeinde Bruzzano 1436 Einwohner. Ein Jahr später wurde sie in Bruzzano dei due Borghi („Bruzzano der zwei Dörfer“) umbenannt. Grund dafür war die Siedlungsstruktur des Ortes mit den zwei Dorfkernen Bruzzano Inferiore („Nieder-Bruzzano“) und Bruzzano Superiore („Ober-Bruzzano“), die allerdings nur wenige dutzend Meter voneinander entfernt waren.
Nur wenige Jahre später, 1868, wurde Bruzzano in die Gemeinde Affori eingemeindet. 1923 verlor auch die Gemeinde Affori ihre Selbstständigkeit und wurde in die Stadt Mailand eingemeindet.

## Verkehr
Durch den Stadtteil führt die Bahnstrecke Mailand–Asso, an der im Oktober 2014 der neue Haltepunkt Milano Bruzzano etwa 350 Meter nördlich des vorherigen Bahnhofs eröffnet wurde. Die Station wird vom Servizio ferroviario suburbano di Milano bedient.

## Bilder

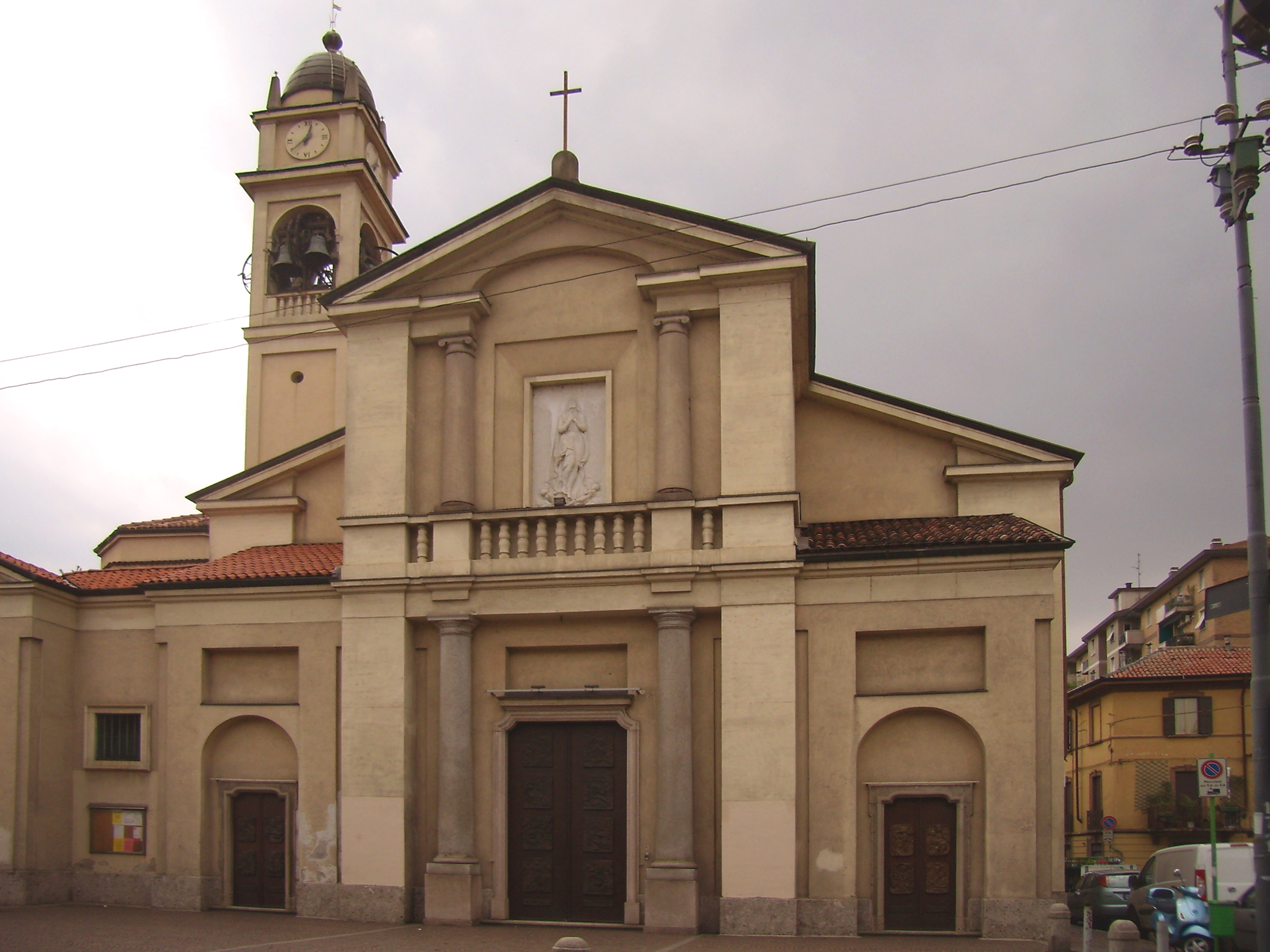
Die Pfarrkirche
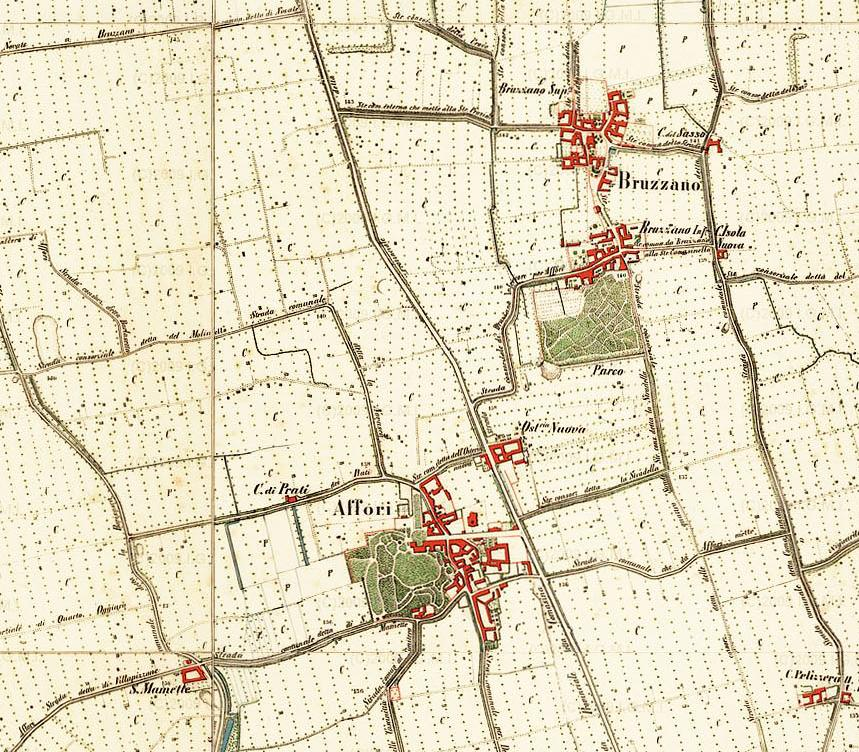
Landkarte von Bruzzano und Affori in 1878